# Lista de membros correspondentes da Academia Brasileira de Ciências empossados em 2011
Esta lista contém os nomes dos membros correspondentes da Academia Brasileira de Ciências empossados em 2011. 
| Imagem | Nome                    | Datas de nascimento e falecimento | Local de nascimento | Área de especialização | Alma mater | Data de posse      | Conhecido por | Referências |
| ------ | ----------------------- | --------------------------------- | ------------------- | ---------------------- | ---------- | ------------------ | ------------- | ----------- |
|        | Jeffrey Edward Richey   | 31 de março de 1946               | EUA                 | Ciências da Terra      |            | 03 de maio de 2011 |               | [ 2 ]       |
|        | Piero Comin-Chiaramonti | 08 de setembro de 1942            | Itália              | Ciências da Terra      |            | 03 de maio de 2011 |               | [ 3 ]       |